# Konkurs Eurowizji dla Młodych Muzyków 2006
Konkurs Eurowizji dla Młodych Muzyków 2006 (ang. Eurovision Young Musicians Competition) – 13. edycja Konkursu Eurowizji dla Młodych Muzyków, zorganizowana w Wiedniu (stolica Austrii). Z dwóch półfinałów, które odbyły się 7 i 8 maja, do finału awansowało 7 młodych artystów. Ostatecznie wygrał reprezentant Szwecji - Andreas Brantelid. Koncert finałowy odbył się na placu przed ratuszem wiedeńskim.

## Uczestnicy

### Półfinał (7 maja 2006 r.)
Cypr - Giorgos Mannouris
 Belgia - Ilia Laporev
 Serbia i Czarnogóra - Marija Godjrvac
 Norwegia - Tine Thing Helseth
 Bułgaria - Ivan Svetozarvo Gerasimov
 Szwajcaria - Simone Sommerhalder
 Grecja - Jonian-Ilia Kadesha
 Chorwacja - Zita Varga
 Rumunia - Alina Elena Bercu
 Wielka Brytania - Jennifer Pike

### Półfinał (8 maja 2006 r.)
Czechy - Markéta Janoušková
 Holandia - Kate Sebring
 Austria - Daniela Koch
 Rosja - Dmitry Mayboroda
 Szwecja - Andreas Brantelid
 Słowenia - Luka Šulič
 Polska - Jacek Kortus
 Finlandia - Visa Sippola

### Finał (12 maja2006 r.)
| Miejsce | Państwo         | Reprezentant        | Wykonany utwór (autor - tytuł)                                                                      | Instrument  |
| ------- | --------------- | ------------------- | --------------------------------------------------------------------------------------------------- | ----------- |
| 1       | Szwecja         | Andreas Brantelid   | Joseph Haydn - Concerto No. 1 in C major, mvt 1                                                     | Wiolonczela |
| 2       | Norwegia        | Tine Thing Helseth  | Joseph Haydn - Concerto, mvt 1                                                                      | Trąbka      |
| 3       | Rosja           | Dmitry Mayboroda    | Wolfgang Amadeus Mozart - Concerto No. 21 in C major, KV 467                                        | Fortepian   |
| -       | Austria         | Daniela Koch        | Wolfgang Amadeus Mozart - Concert No. 2 in D major, KV 314, mvt 1                                   | Fortepian   |
| -       | Rumunia         | Alina Elena Bercu   | Wolfgang Amadeus Mozart - Piano Concerto no. 25 in C major KV 503 Olympian, Allegro maestoso (1786) | Flet        |
| -       | Szwajcaria      | Simone Sommerhalder | Wolfgang Amadeus Mozart - Concerto for oboe KV 314, mvt 1                                           | Obój        |
| -       | Wielka Brytania | Jennifer Pike       | Wolfgang Amadeus Mozart - Violin Concerto No. 3 KV 216, mvt 2                                       | Skrzypce    |

## Skład jury
1.  Ranko Markovic (przewodniczący)
2.  Lidia Baich
3.  Heinz Sichrovsky
4.  /  Hiroko Sakagami
5.  Erik Niord Larsen
6.  Martin Fröst
7.  Carole Dawn-Reinhart
8.  Curtis Price